# Abbaye de Bellerive
L'abbaye de Bellerive est une ancienne abbaye cistercienne fondée en 1150 à Collonge-Bellerive, fermée par la Réforme protestante.

## Histoire

### Fondation
Longtemps il était affirmé que la fondation de l'abbaye remontait à 1150, mais cette affirmation ne reposait sur aucune preuve historique. L’historiographie du XXe siècle et plus particulièrement le répertoire Helvetia Sacra, a retenu la date de 1254 celle du plus vieux document connu mentionnant l'abbaye. Les recherches et découvertes effectuées depuis ont permis de retrouver trois mentions antérieures. La plus récente est une donation effectuée en 1224, et mentionnée dans le cartulaire des salines de Salins. Un autre don est daté de 1220 ; il est mentionné dans le cartulaire de la chartreuse d'Oujon. Enfin, la première mention connue de l'abbaye apparaît en 1184 dans une bulle du pape Lucius III.
La fondation de l'abbaye est donc bien antérieure à 1184 ; elle est le fait du chevalier Gérold de Langin, qui donne aux cisterciennes de Sainte-Catherine du Mont un terrain situé au bord du lac Léman. Ce nom autorise deux hypothèses de fondation : soit en 1180 par Gérold II, soit en 1150 par son père Gérold I, thèse traditionnellement retenue,.

### Moyen Âge
En 1486, l'abbé de Balerne, nommé Simon, effectue une visite destinée à collecter les sommes dues par les abbayes à l'ordre cistercien, et à réformer les abus de la vie communautaire. Son constat est particulièrement sévère. La clôture monastique est inexistante ; le chapelain gère la vie liturgique sans en référer à son supérieur ; ce dernier, l'abbé de Bonmont, manque à ses visites annuelles obligatoires. Par ailleurs, Simon présente l'abbesse de Bellerive très défavorablement : ancienne fille de ferme, ayant obtenu la responsabilité de l'abbaye à la suite de manœuvres intrigantes auprès de l'évêque de Genève, ayant soudoyé l’abbé de Morimond pour qu'il ne la dépose pas, etc. Finalement, Simon ayant dû lui-même renoncer à déposer l'abbesse, elle finit par renoncer d'elle-même à sa charge. Cependant, en 1489, lorsqu'une nouvelle abbesse, Claude de Mondragon, remplace Françoise de Campremy, à son tour démissionnaire, elle y trouve des religieuses vivant, non en communauté, mais séparément, ne mangeant pas ensemble, payant pour certaines des domestiques, voire possédant des maisons à part

### La fin de l'abbaye
En 1530, la Réforme protestante en Suisse chasse les religieuses et détruit partiellement l'abbaye.

## Architecture et description

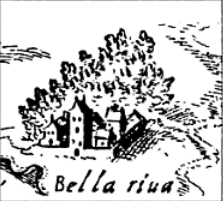
L'abbaye en 1589.

## Filiation et dépendances
L'abbaye de Bellerive est fille de celle de Sainte-Catherine du Mont.